# لودویگ لایشهارت
لودویگ لایشهارت (انگلیسی: Ludwig Leichhardt؛ زاده ۲۳ اکتبر ۱۸۱۳ درگذشته ۱۸۴۸) یک جهانگرد اهل آلمان بود.